# Antônio Horácio
Antônio Horácio Pereira, ou apenas Antônio Horácio, (Aracoiaba, 3 de junho de 1905 – local não informado, 25 de junho de 1994) foi um advogado e político brasileiro, outrora deputado federal pelo Ceará.

## Dados biográficos
Filho de Horácio José Pereira e Josefina Júlia Pereira. Advogado formado pela Universidade Federal do Rio de Janeiro em 1927, trabalhou antes como telegrafista na Rede Viação Cearense e depois no Telégrafo Nacional, além de ter sido funcionário público junto à Delegacia Geral do Imposto de Renda. Auxiliar técnico do Ministério da Fazenda na gestão de José Maria Whitaker, primeiro titular da pasta após a Revolução de 1930, trabalhou nos anos seguintes no departamento jurídico da Confederação Industrial do Brasil e como procurador do Instituto de Aposentadorias e Pensões dos Comerciários (IAPC). Em 1938 seu nome estava entre os fundadores da Confederação Nacional da Indústria, da qual foi secretário-geral.
Consultor jurídico do Serviço Social da Indústria em 1946, estreou na política ao eleger-se deputado federal via PSD em 1950 e 1954. Findo o seu mandato, integrou o Conselho Nacional de Economia, presidindo tal órgão antes da extinção do mesmo pela Constituição de 1967.